# Cooper T43
El Cooper T43 és el nom d'un cotxe de Fórmula 1 i Fórmula 2 per a disputar la Temporada de 1957 de Fórmula 1. Va ser dissenyat i construït per Cooper Car Company un constructor de cotxes anglès amb la seu inicial a Surbiton. El cotxe va debutar en el Gran Premi de Mònaco de 1957 i va ser pilotat per Jack Brabham aconseguint una excel·lent sisena posició i cridant l'atenció per la disposició trassera del motor. El T43 va aconseguir un lloc significatiu en la història de la competició automobilista quan Stirling Moss va pilotar un T43 de Rob Walker per a guanyar el Gran Premi de l'Argentina de 1958, el primer gran premi que va aconseguir guanyar un pilot conduint un cotxe amb motor al darrere. Tot i aquest assoliment, el cotxe va ser substituït gairebé immediatament pel T45. L'última aparició del T43 en el campionat del món va ser en el Gran Premi d'Itàlia de 1960.